# غایب حاضر
غایبان حاضر، آوارگان داخلی عربی هستند که در طول جنگ ۱۹۴۷–۱۹۴۹ فلسطین از خانه‌های خود در قیمومیت فلسطین فرار کردند یا از خانه‌های خود اخراج شدند، اما در منطقه ای که به کشور اسرائیل مبدل شد، باقی ماندند.
در سال ۱۹۵۰، ۴۶۰۰۰ نفر از ۱۵۶۰۰۰ عرب اسرائیلی در اسرائیل غایب حاضر محسوب می‌شدند. بر اساس تخمین‌های سال ۲۰۱۵ سازمان غیردولتی فلسطینی بدیل، ۳۸۴۲۰۰ آواره در اسرائیل و ۳۳۴۶۰۰ آواره در سرزمین‌های فلسطینی حضور دارند.
آوارگان داخلی اجازه ندارند در خانه‌هایی که قبلاً در آن زندگی می‌کردند زندگی کنند، حتی اگر دارایی‌هایشان هنوز وجود داشته باشد، و آنها بتوانند نشان دهند که مالک آن هستند.

## آوارگان داخلی حاضر در اسرائیل
اگر این تعریف به آوارگان جنگ ۱۹۴۸ و پیامدهای آنی آن و فرزندان آنها محدود شود، حدود ۲۷۴۰۰۰ شهروند عرب اسرائیل - یا از هر چهار نفر در اسرائیل یک نفر - آواره داخلی هستند.
مرکز نظارت بر آوارگی داخلی در سال ۲۰۰۷ تخمین زد که ۱۵۰۰۰۰ تا ۴۲۰۰۰۰ آواره داخلی در اسرائیل زندگی می‌کنند. اکثریت قریب به اتفاق آنان مسلمان (۹۰٪) و حدود ۱۰٪ مسیحی هستند. هیچ دروزی در میان آنها وجود ندارد «زیرا هیچ روستای دروزی در جنگ ۱۹۴۸ ویران نشد و هیچ دروزی برای همیشه سکونتگاه‌های خود را ترک نکرد.»

### غایبان حاضر
در سال ۱۹۵۰، آژانس امداد و کار سازمان ملل متحد برای آوارگان فلسطینی در خاور نزدیک (اونروا) تخمین زد که ۴۶۰۰۰ نفر از ۱۵۶۰۰۰ فلسطینی که در داخل مرزهای تعیین شده به عنوان اسرائیل در توافقنامه‌های آتش‌بس ۱۹۴۹ باقی مانده بودند، آوارگان داخلی بودند.
مانند اکثر آوارگان فلسطینی دیگر، خانه‌ها و املاک فلسطینی‌های آواره داخلی تحت کنترل یک نهاد دولتی، حافظ اموال غایبان از طریق قانونی قرار گرفت که شامل مقررات اضطراری ۱۹۴۸ در مورد اموال غایب (یک اقدام موقت) و قانون مالکیت غایب ۱۹۵۰ می‌شد.
برخلاف آوارگان فلسطینی، فلسطینی‌های آواره داخلی و سایرین که در داخل اسرائیل باقی ماندند، طبق قانون شهروندی ژوئیه ۱۹۵۲ شهروند شدند در همان سال اسرائیل از اونروا درخواست کرد که مسئولیت ثبت نام و مراقبت از آوارگان داخلی را به اسرائیل منتقل کند و کمک‌های اولیه بشردوستانه برای مدتی به آوارگان داخلی ارائه شود.
حکومت اداری نظامی (۱۹۴۸–۱۹۶۶) رفت و آمد شهروندان عرب اسرائیل را محدود کرد و با قوانین مالکیت غایبان ترکیب شد تا از بازگشت فیزیکی شهروندان آواره داخلی به املاک خود برای بازپس‌گیری خانه‌های خود جلوگیری کند. طبق قوانین اموال غایب، «غایبان» ساکنان غیریهودی فلسطین هستند که پس از تصویب قطعنامه تقسیم فلسطین توسط سازمان ملل، محل سکونت معمول خود را به مقصد هر مکانی در داخل یا خارج از کشور ترک کرده‌اند. بر اساس این قوانین، مالکان «غایب» ملزم به اثبات «حضور» خود برای به رسمیت شناختن حقوق مالکیت خود توسط دولت اسرائیل بودند. با این حال، تمام حقوق مالکیت «غایب» متعلق به حافظ اموال غایبان منصوب دولت است و هر شخصی از جمله خود مالک «غایب» که در در حال تصرف، ساخت و ساز یا «حضور» در این املاک باشد، قانون را نقض کرده و در معرض خطر تخریب قرار می‌گیرد.
برخی از روستائیان مانند روستای غصیبیه، بیریم و اقریت برای به رسمیت شناختن حقوق مالکیت خود که در دهه ۱۹۵۰ مورد تأیید قرار گرفت، به دادگاه عالی اسرائیل دادخواست دادند، اما مقامات اداری نظامی که از رعایت آن امتناع کردند، به‌طور فیزیکی از بازپس‌گیری اموال خود جلوگیری کردند. رای دادگاه و روستاها را مناطق نظامی تعطیل اعلام کرد.
از آنجایی که اکثر شهروندان عرب آواره داخلی اسرائیل غایب محسوب می‌شوند، حتی اگر در داخل کشور اسرائیل حضور داشته باشند، معمولاً به عنوان غایب حاضر نیز شناخته می‌شوند.

### امروزه
امروزه بادیه نشینان آواره داخلی و فرزندان آنها در ۳۹ تا ۴۶ روستای ناشناس در نقب و جلیل زندگی می‌کنند، در حالی که بقیه شهروندان عرب آواره داخلی در حدود ۸۰ شهر و روستا در جلیل مانند عین حوض زندگی می‌کنند. همچنین روستای عین رافا در نزدیکی بیت‌المقدس وجود دارد.
نیمی از جمعیت دو شهر بزرگ عرب نشین اسرائیل، ناصره و ام الفهم، را افراد آواره داخلی از شهرها و روستاهای مجاور که در سال ۱۹۴۸ ویران شده‌اند تشکیل می‌دهند.

## آوارگان در فلسطین
مرکز نظارت بر آوارگان داخلی در ژوئیه ۲۰۱۵ تخمین زد که حداقل ۲۶۳۵۰۰ آوارگان داخلی در فلسطین اشغالی وجود دارد.